# NGC 199
NGC 199 ist eine linsenförmige Galaxie vom Hubble-Typ S0 im Sternbild Fische auf der Ekliptik. Sie ist schätzungsweise 210 Millionen Lichtjahre von der Milchstraße entfernt und hat einen Durchmesser von etwa 75.000 Lichtjahren.
Im selben Himmelsareal befinden sich u. a. die Galaxien NGC 193, NGC 194, NGC 200, NGC 204.
Das Objekt wurde am 24. September 1862 von dem deutsch-dänischen Astronomen Heinrich Ludwig d’Arrest entdeckt.